# بول وجستشوفسكي (لاعب كرة قدم)
بول وجستشوفسكي (بالبولندية: Paweł Wojciechowski)‏ هو لاعب كرة قدم بولندي في مركز الهجوم، ولد في 24 أبريل 1990 في فروتسواف في بولندا. لعب مع أوبرا أوبول ورتش شوروزو وشاختيور سوليجورسك وغورنيك وانشنا وفيلم 2 تيلبورغ ونادي مينسك ونادي هيرنفين.

## وصلات خارجية
- بول وجستشوفسكي (لاعب كرة قدم) على موقع الاتحاد الدولي (مؤرشف)  (الإنجليزية)
- بول وجستشوفسكي (لاعب كرة قدم) على موقع الاتحاد الأوربي (الإنجليزية)
- بول وجستشوفسكي (لاعب كرة قدم) على موقع قاعدة بيانات كرة القدم.إي يو (الإنجليزية)
- بول وجستشوفسكي (لاعب كرة قدم) على موقع Soccerway.com (الإنجليزية)